# Grav (CMS)
Grav — система управления сайтами (CMS), написанная на языке PHP и основанная на модели плоских файлов (англ. flat-file), то есть не использующая какую-либо базу данных. Хранит информацию веб-сайта в текстовых файлах с использованием markdown-разметки. Для шаблонов сайта используется Twig, конфигурация сохраняется в YAML-файлах.
Является программным обеспечением с открытым исходным кодом. Распространяется на условиях пермиссивной (разрешительной) лицензии MIT.

## История
CMS Grav разработан в веб-студии RocketTheme, под руководством Энди Миллера, одного из создателей CMS Joomla. Релиз первой стабильной версии Grav 1.0 состоялся после полутора лет открытой разработки 12 ноября 2015 года.

## Особенности
Минимально необходимой для работы сайта является ядро Grav Core. Дополнительная функциональность может быть обеспечена с помощью плагинов. В частности, в виде плагина реализована админ-панель, обеспечивающая GUI-интерфейс к редактированию контента и настроек сайта. Плагины и темы устанавливаются с помощью включённого в ядро менеджера пакетов Grav (GPM), управляемого из командной строки. К примеру, чтобы установить админ-панель, надо отдать команду bin/gpm install admin. GPM служит также для обновления ядра CMS или установленных на сайте плагинов.
Все элементы сайта, не относящиеся к ядру CMS хранятся в папке пользователя: user/, для сохранения резервной копии сайта достаточно скопировать и/или заархивировать эту папку. Контент сайта хранится в каталоге user/pages, файловая структура которой соответствует структуре страниц сайта. Каждой html-странице соответствует отдельный каталог файловой системы, внутри которой хранится файл с расширением .md , содержащий markdown-код текста страницы и связанные со страницей media-файлы. Имя markdown-файла определяет, какой twig-шаблон будет использоваться для его отображения.

## Признание
По состоянию на осень 2017 года репозиторий Grav на GitHub занимает первое место по «звёздам» (включению в списки избранных проектов) среди систем управления контентом, написанных на языке PHP (по состоянию на весну-лето 2016 Grav был вторым).
Система была признана лучшей открытой CMS (англ. Best Open Source CMS) 2016 года по версии сайта CMS Critic.

## Комментарии
1. ↑  Доступен также дистрибутив Grav, в котором админ-панель уже предустановлена, а также готовые «скелеты Архивная копия от 10 октября 2017 на Wayback Machine» с уже установленными шаблонами и настройками.
2. ↑  bin/gpm selfupgrade -f
3. ↑  bin/gpm update -f
4. ↑  Имя файла или папки с контентом может также включать необязательный числовой префикс, вида 01. или 09., не влияющий на веб-адрес, страницы, но позволяющий задавать порядок следования страниц.

## Обзоры
- Kaya Ismail (29 апреля 2016). Getting to Grips with Grav. CMS Critic (англ.). Архивировано 10 октября 2017. Дата обращения: 9 октября 2017.
- Ivaylo Gerchev (22 марта 2016). Building Faster Websites with Grav, a Modern Flat-file CMS. SitePoint[англ.] (англ.). Архивировано 27 апреля 2016. Дата обращения: 9 октября 2017.
- Djamil Legato (16 ноября 2015). Grav: создание быстрых и гибких веб-сайтов. CMScafe. Архивировано 10 октября 2017. Дата обращения: 9 октября 2017.